# Andrejcová
Andrejcová je 1519 m vysoká hora na hlavním hřebeni Kráľovohoľských Nízkých Tater. Z vrcholu se otevírají krásné výhledy do okolní krajiny, hlavně směrem na jih na Muránskou planinu. Poľany Andrejcové od Heľpianskeho vrchu (1586 m) až po Ždiarské sedlo (1473 m) jsou nejkrásnějším úsekem hřebene.

## Turistika
V sedle západně od Andrejcové, asi ve výši 1410 m se nachází roubená turistická útulna Andrejcová. Blízko ní se nachází pramen pitné vody.

## Přístup
- Po červeně značené trase (turistická magistrála Cesta hrdinů SNP) ze Ždiarského sedla
- Po modře značené trase z Pohorelé kolem útulny Andrejcová